# آلیتا فرشته جنگ
آلیتا فرشته جنگ (به انگلیسی: Battle Angel Alita) که در ژاپن تحت نام گانمو (به ژاپنی: 銃夢 Ganmu) شناخته می‌شود، یک مجموعه مانگا ژاپنی سایبرپانک به نویسندگی و طراحی یوکیتو کیشیرو است که به تعداد ۹ جلد از دسامبر ۱۹۹۰ تا مارس ۱۹۹۵ در مجله بیزنس جامپ انتشارات شوئیشا به چاپ می‌رسید. بر اساس نسخه مانگا یک اووی‌ای دو قسمتی نیز به کارگردانی هیروشی فوکوتومی با عنوان فرشتهٔ جنگ در سال ۱۹۹۳ ساخته شد. همچنین فیلمی لایو اکشن تحت عنوان آلیتا: فرشته جنگ و به کارگردانی رابرت رودریگز دستمایه اقتباس سینمایی قرار گرفت که در تاریخ ۱۴ فوریه ۲۰۱۹، اکران شد.
داستان مجموعه در دنیایی پسا-آخرالزمانی و حول محور دختری سایبورگ به نام آلیتا (گالی در نسخه ژاپنی) می‌گذرد که به‌طور کامل حافظه خود را از دست داده است و یک دکتر سایبرنتیک او را در توده‌ای زباله پیدا کرده و پس از بازسازی، مسئولیت مراقبت از او را به عهده می‌گیرد. او تنها یک چیز را به خاطر دارد و آن سایبورگ افسانه‌ای هنرهای رزمی پنزر کونست است، که به همین سبب او تبدیل به شکارچی جایزه‌بگیر می‌شود. دنباله داستان به تلاش آلیتا برای کشف دوباره گذشته‌اش و شخصیت‌هایی که در طی سفر بر زندگی او تأثیر می‌گذارد، می‌پردازد. مجموعه مانگا در نسخه‌های آلیتا فرشته جنگ: آخرین سفارش و آلیتا فرشته جنگ: سرگذشت مارس ادامه پیدا می‌کند.

## جزئیات داستان
داستان «فرشته نبرد آلیتا» دربارهٔ دختری سایبورگ به نام آلیتا است که دچار فراموشی شده. سر و سینهٔ سالم او در حالت تعلیق زیستی توسط متخصص سایبرپزشکی، دایسوکه آیدو، در محل دفع زباله‌ها پیدا می‌شود. آیدو او را احیا می‌کند و چون آلیتا چیزی از گذشته‌اش به یاد نمی‌آورد، او را به نام گربهٔ تازه‌فوت‌شده‌اش «آلیتا» می‌نامد.
آلیتا خیلی زود درمی‌یابد که به‌طور غریزی فنون هنر رزمی افسانه‌ای «پانزر کونست» را بلد است، اگرچه هیچ چیز دیگری به یادش نمی‌آید. او با استفاده از این مهارت‌ها ابتدا به یک شکارچی جایزه‌بگیر تبدیل می‌شود و سایبورگ‌های خلافکار را در اسکرپیارد شکار می‌کند، سپس به ستارهٔ ورزش خشن و گلادیاتوری «موتوربال» بدل می‌شود. در حین نبردها، بخش‌هایی از خاطرات گذشته‌اش در مریخ برایش زنده می‌شود.
آلیتا بعدها درگیر شهر معلق «زالِم» (که در برخی ترجمه‌های قدیمی‌تر «تیفارس» نامیده شده) می‌شود و به‌عنوان یکی از مأموران آن‌ها برای شکار جنایتکاران به زمین فرستاده می‌شود. در رأس این جنایتکاران، نابغهٔ دیوانه‌ای به نام «دستی نُوا» قرار دارد که رابطه‌ای پیچیده و متغیر با آلیتا دارد.
جهان پادآرمان‌شهری و آینده‌نگر داستان، حول شهر «اسکرپیارد» (در نسخه‌های ژاپنی و برخی دیگر با نام «کوزوتتسو») می‌چرخد که در اطراف کوهی از زباله‌های سرازیرشده از زالم شکل گرفته است. مردم زمینی اجازهٔ ورود به زالم را ندارند و مجبورند در پایین‌دست، با سختی روزگار بگذرانند. بسیاری از آن‌ها برای سازگاری با شرایط دشوار، بدن خود را با فناوری سایبورگ ارتقا داده‌اند.
زالم از منابع اسکرپیارد و مزارع اطراف بهره‌کشی می‌کند؛ به شکارچیان جنایتکاران (که «شکارچی-جنگجو» نامیده می‌شوند) پول می‌دهد و با برگزاری ورزش‌های خشن، مردم را سرگرم نگه می‌دارد. لوله‌های عظیمی اسکرپیارد را به زالم وصل می‌کنند و این شهر با روبات‌ها امور خود را روی زمین مدیریت و تأمین امنیت می‌کند. گاه‌وبیگاه، برخی از ساکنان زالم (مانند آیدو و نُوا) تبعید شده و به زمین فرستاده می‌شوند. به‌جز روبات‌ها و تبعیدی‌ها، ارتباط زیادی میان دو شهر وجود ندارد.
ماجرا در ایالات متحدهٔ سابق رخ می‌دهد. نقشه‌ای که در جلد هشتم چاپ شده، نشان می‌دهد اسکرپیارد/زالم در نزدیکی کانزاس‌سیتی (میسوری) قرار دارد. نکرپلیس (شهر مردگان) در کلرادو اسپرینگز، ایستگاه رادیویی KAOS در دالاس (تگزاس)، زادگاه ساحلی شخصیت فیگور در آلهامبرا (کالیفرنیا) و اقامتگاه «گرنیت این» متعلق به دستی نُوا، از یک پایگاه نظامی به نام نوراد در کوه چاین واقع در کلرادو ساخته شده است.
زمان وقوع داستان در سدهٔ بیست‌وششم میلادی است. در دنباله‌ای با نام «فرشته نبرد آلیتا: آخرین فرمان»، گاه‌شمار جدیدی به نام «عصر اسپوتنیک» معرفی می‌شود که مبنای آن سال ۱۹۵۷ میلادی است (آغاز عصر فضا). رویدادهای مجموعهٔ اصلی «فرشته نبرد آلیتا» در سال‌های ES 577 تا ES 590 (برابر با ۲۵۳۳ تا ۲۵۴۶ میلادی) اتفاق می‌افتد. دنبالهٔ آن یعنی «آخرین فرمان» عمدتاً در سال ES 591 (۲۵۴۷ میلادی) می‌گذرد، و مجموعهٔ فعلی یعنی «وقایع‌نگاری مریخ» میان دو بازهٔ زمانی ES 373–374 (۲۳۲۹–۲۳۳۰ میلادی) و ES 594 (۲۵۵۰ میلادی) دررفت‌وآمد است.